# Hundarna i Riga (film)
Hundarna i Riga, svensk film från 1995 av Per Berglund, med bland andra Rolf Lassgård, Björn Kjellman, Charlotte Sieling och Pauls Butkēvičs i rollerna.
Filmen baserar sig på romanen Hundarna i Riga av Henning Mankell som är den andra i serien om Kurt Wallander.

## Handling
En livbåt flyter i land vid den skånska kusten. I båten finns 2 män, som blivit mördade. Kommissarie Kurt Wallander från polisen i Ystad tillkallas till platsen. Med hjälp av polisen i Lettland kan de båda männen identifieras. För att underlätta utredningen tillkallas en polis från Lettland för att hjälpa till att lösa fallet. Men när polisen återvänder till Lettland blir han mördad. Kommissarie Kurt Wallander och hans kollega Janis Blomis-Blomman flyger till Lettland för att försöka finna varför polisen blev mördad. Men deras närvaro i Lettland uppskattas inte av vissa. När de åker hem beslutar sig Kurt Wallander senare för att återvända till Lettland, nu som privatspanare under täcknamnet Gottfried Eckers.

## Skådespelare i urval
- Rolf Lassgård - Kommissarie Kurt Wallander
- Björn Kjellman - Janis "Blomman" Blomis
- Benny Poulsen - major Karlis Liepa
- Charlotte Sieling - Baiba Liepa
- Pauls Butkēvičs - Överste. Putnis
- Juris Kaminskis - Överste. Murnieks
- Pēteris Liepiņš - Sergant Zids
- Carina Lidbom - Eva Strandberg
- Gunnel Nilsson - Ebba
- Ernst Günther - Henning, far till Kurt Wallander
- Cecilia Zwick Nash - Linda Wallander, dotter till Kurt Wallander
- Hans Polster - Preuss